# Depressão Kuma–Manych

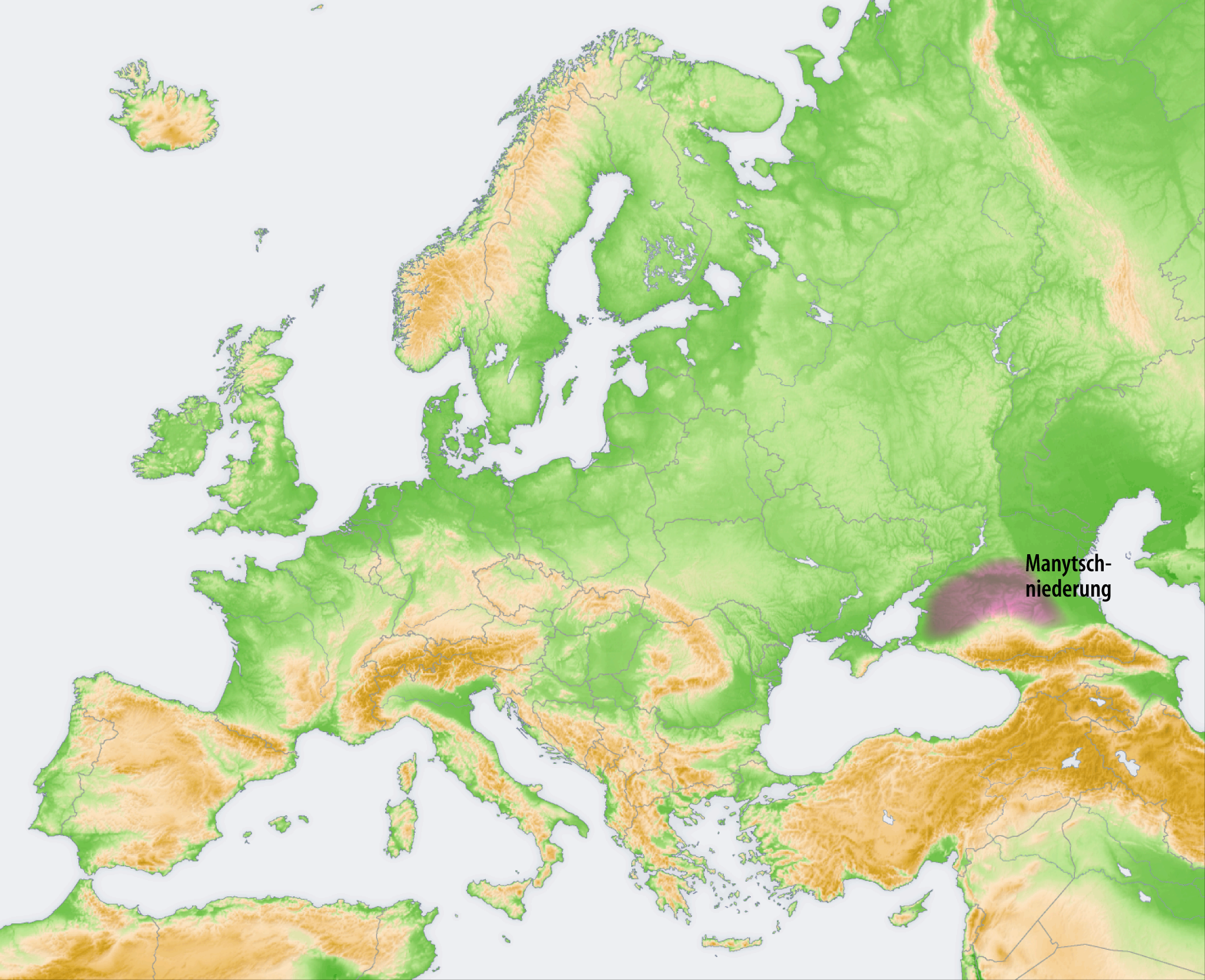
Localização da depressão de Kuma-Manych.

A depressão de Kuma-Manych (em russo:  Кумо-Манычская впадина, Kumo-Manytchskaïa vpadina), é uma depressão geográfica do sul da Rússia, que separa a planície europeia oriental, a norte, do pré-Cáucaso, a sul. Deve o seu nome aos dois cursos de água que o irrigam, o rio Kuma, que desagua no mar Cáspio, e o rio Manych, cujas águas confluem com as do rio Don, drenando para o mar de Azov.
A depressão de Kuma-Manych estende-se por cerca de 680 km de comprimento entre o curso inferior do rio Don a oeste e a depressão aralo-cáspia a leste.
A depressão de Kuma-Manych é por vezes considerada como fronteira natural entre a Europa e a Ásia. Em 1730, o czar da Rússia declarou-a oficialmente como fronteira do Império russo, a partir de trabalhos do geógrafo Philip Johan von Strahlenberg.